# 御母衣水壩
36°08′17.7″N 136°54′38.9″E / 36.138250°N 136.910806°E

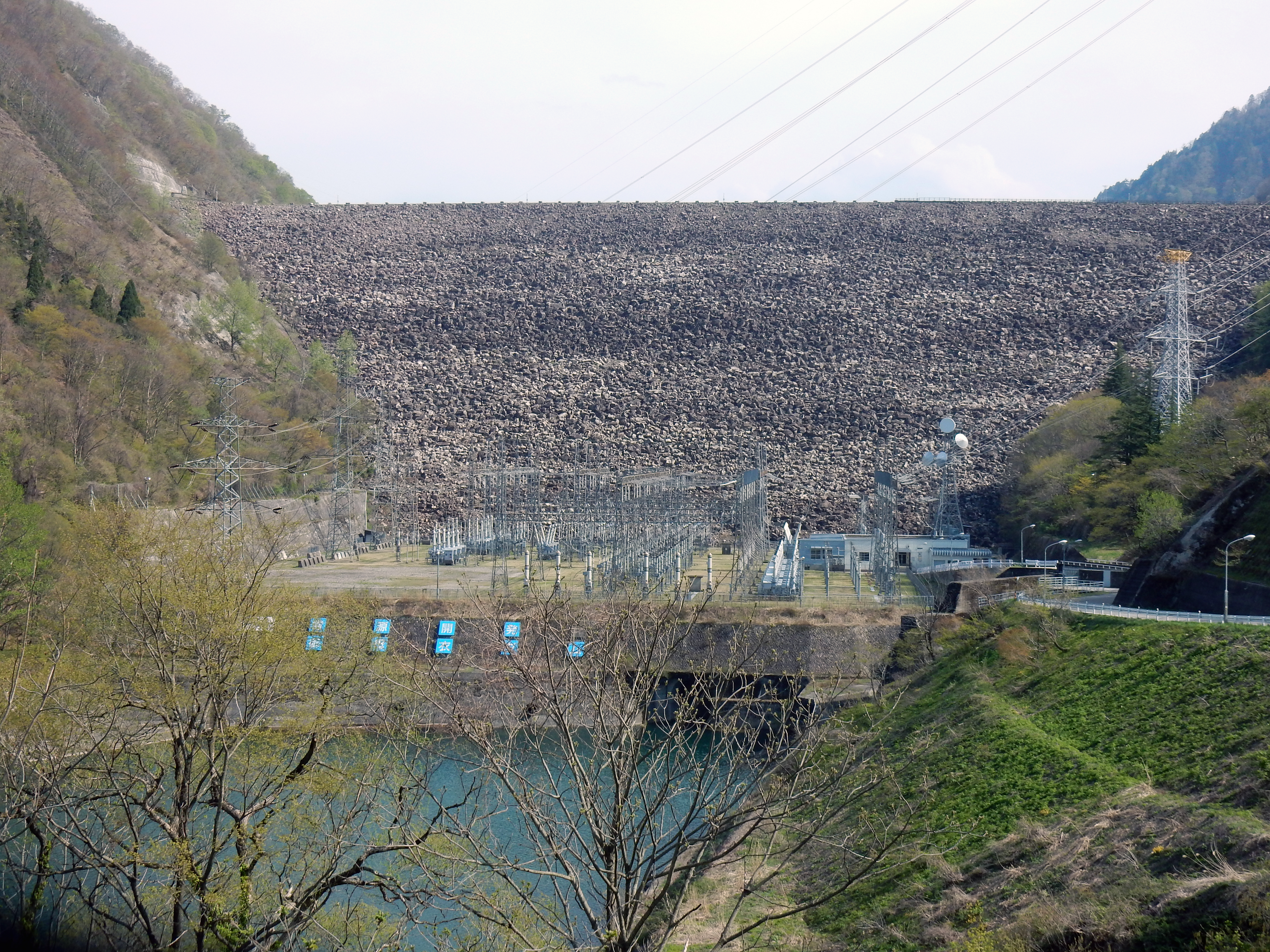
御母衣水壩

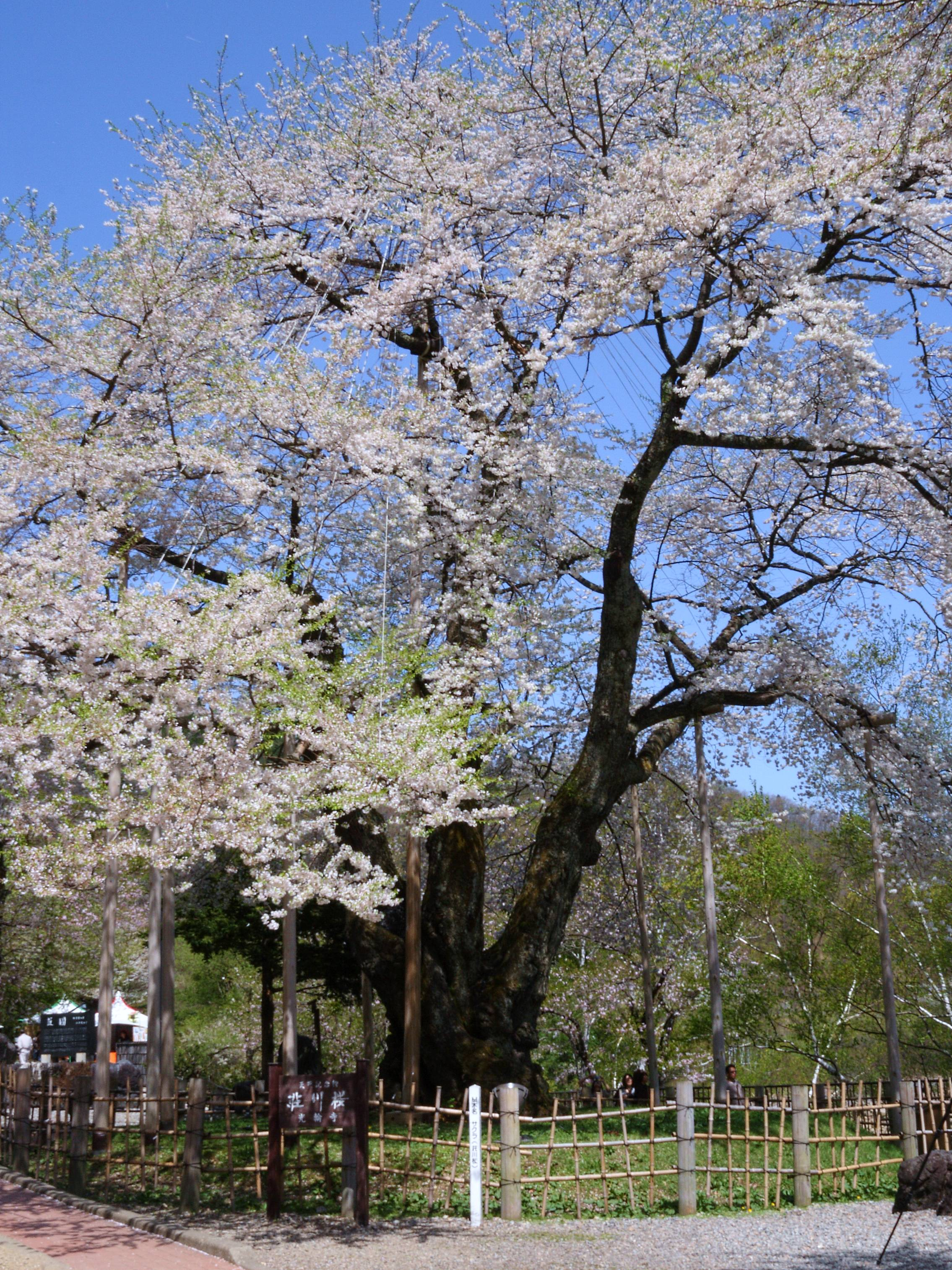
莊川櫻

御母衣水壩（日语：／ Miboro-Damu */?），是日本三大水壩之一，位於岐阜縣的西北部，也就是大野郡的白川村；利用原御母衣湖的岩石地形所建成，在1957年動工，1961年興建完成，是當時亞洲的第一大水壩，主要供應關西地區的電力。
御母衣水壩興建之前，因工程故必須遷移白川上的五個村落，曾引起當地居民組成死守會抗爭，在協調遷村和保留重要古蹟，這些民宅，幾乎全是年代久遠的合掌村式建築，如遷移莊川櫻之後，才開始動工。今日水壩是知名的觀光景點。臨近並有世界遺產之一的「白川鄉與五箇山的合掌造聚落」。
1. ↑  . Xuite隨意遊.   [2019-01-02]. （原始内容存档于2020-08-11） （中文（臺灣））.